# Brathering

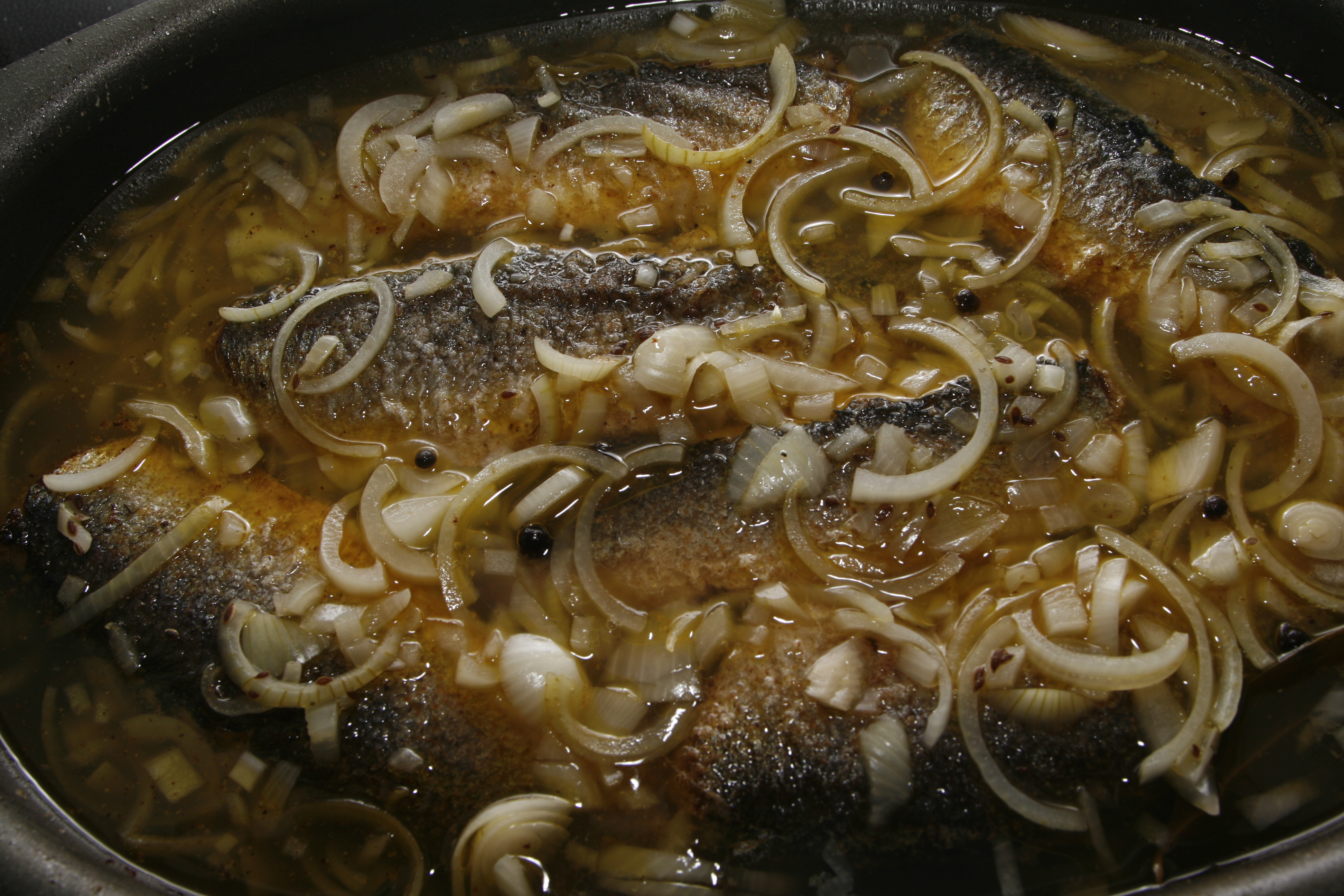
Brathering in Marinade

Bratheringe sind ein Gericht der deutschen Küche aus gebratenen und anschließend marinierten Heringen.

## Zubereitung und Haltbarkeit
Zur Zubereitung werden ausgenommene und entschuppte grüne (frische) Heringe gewürzt, mehliert, in Öl braungebraten und anschließend in einer kurz aufgekochten Marinade aus Essig, Wasser, Zucker, Zwiebelringen, Lorbeerblättern und Gewürzen, beispielsweise Senf- und Pfefferkörnern, einige Tage eingelegt.
Durch das Einlegen in die saure Marinade lösen sich die dünnen Gräten des grünen Herings teilweise auf, sodass diese beim Verzehr kaum stören.
Gekühlt sind nicht konservierte Bratheringe bis zu zwei Wochen haltbar. Sie sind auch fertig zubereitet als Convenience Food, insbesondere in Konservendosen, erhältlich.

## Verzehr

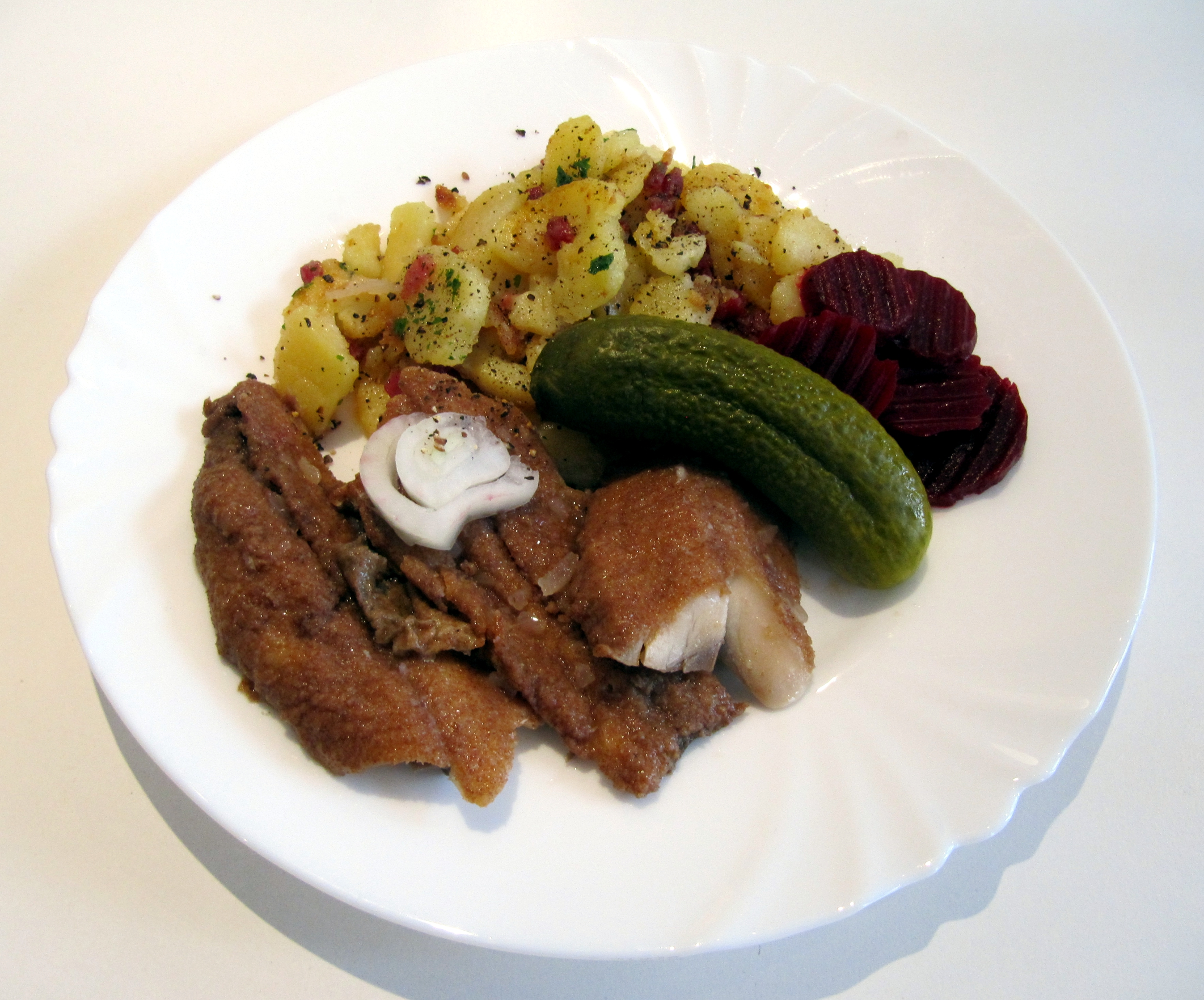
Brathering mit Bratkartoffeln als Mittagessen

Bratheringe werden kalt mit Brot, Bratkartoffeln, Kartoffelpüree oder Pellkartoffeln serviert. 